# Мазур, Василий Николаевич
Василий Николаевич Мазур (укр. Василь Миколайович Мазур; род. 23 мая 1970, Горняк, Донецкая область) — советский и украинский футболист, защитник.

## Биография
Начал заниматься футболом в ДЮСШ (г. Горняк). Первый тренер — Николай Мазур (отец). Затем занимался в луганском спортинтернате.
После выпуска играл за дубль луганской «Зари». В 1987 перешёл в донецкий «Шахтёр». До 1989 играл в дубле. В 1990 дебютировал в Высшей лиге СССР. В сезоне 1992/1993 играл в луганской «Заре»-МАЛС. С 1993 играл в «Кривбассе».
В 1996 перешёл в самарские «Крылья Советов», по предположению самого Мазура этому способствовали финансовые затруднения «Кривбасса» и работающий в «Крыльях» Анатолий Быткин, в прошлом известный футболист «Кривбасса». В «Крыльях Советов» Мазур провел три сезона, сыграв в чемпионате 88 матчей из 98.
За свою футбольную карьеру поставил своеобразный рекорд, отыграв подряд и без замен 83 матча в Высшей лиге Украины, с 1992 по 1998 год провел на высшем уровне в клубах «Заря»-МАЛС, «Кривбасс», «Крылья Советов» более 200 матчей, без замен, пропуская игры только из-за травм и при оформлении заявки при переходе в новый клуб.
В 2007 возглавил детский ФК «Юнит».

## Семья
Первым тренером игрока стал его отец — Николай Мазур. Брат-близнец Сергей также стал профессиональным футболистом